# Téonsogo
Ne doit pas être confondu avec Téonsgo.
Téonsogo, également orthographié Téonsgo ou Téosgo, est une commune rurale située dans le département de Séguénéga de la province du Yatenga dans la région Nord au Burkina Faso.

## Géographie
Téonsogo se trouve à environ 9 km au nord-est du centre de Séguénéga, le chef-lieu du département, et de la route nationale 15 ainsi qu'à 6 km au nord-ouest de Zomkalga-Marancé.

## Santé et éducation
Le centre de soins le plus proche de Téonsogo est le centre de santé et de promotion sociale (CSPS) de Zomkalga-Marancé tandis que le centre médical avec antenne chirurgicale (CMA) se trouve à Séguénéga.
Le village possède deux écoles primaires publiques (écoles A et B).

## Culture
Le village possède une troupe de danse traditonnelle de liwaga qui a remporté des trophées régionaux au Festival annuel de Liwaga de Séguénéga créé en 1999,.